# Sommerfrische

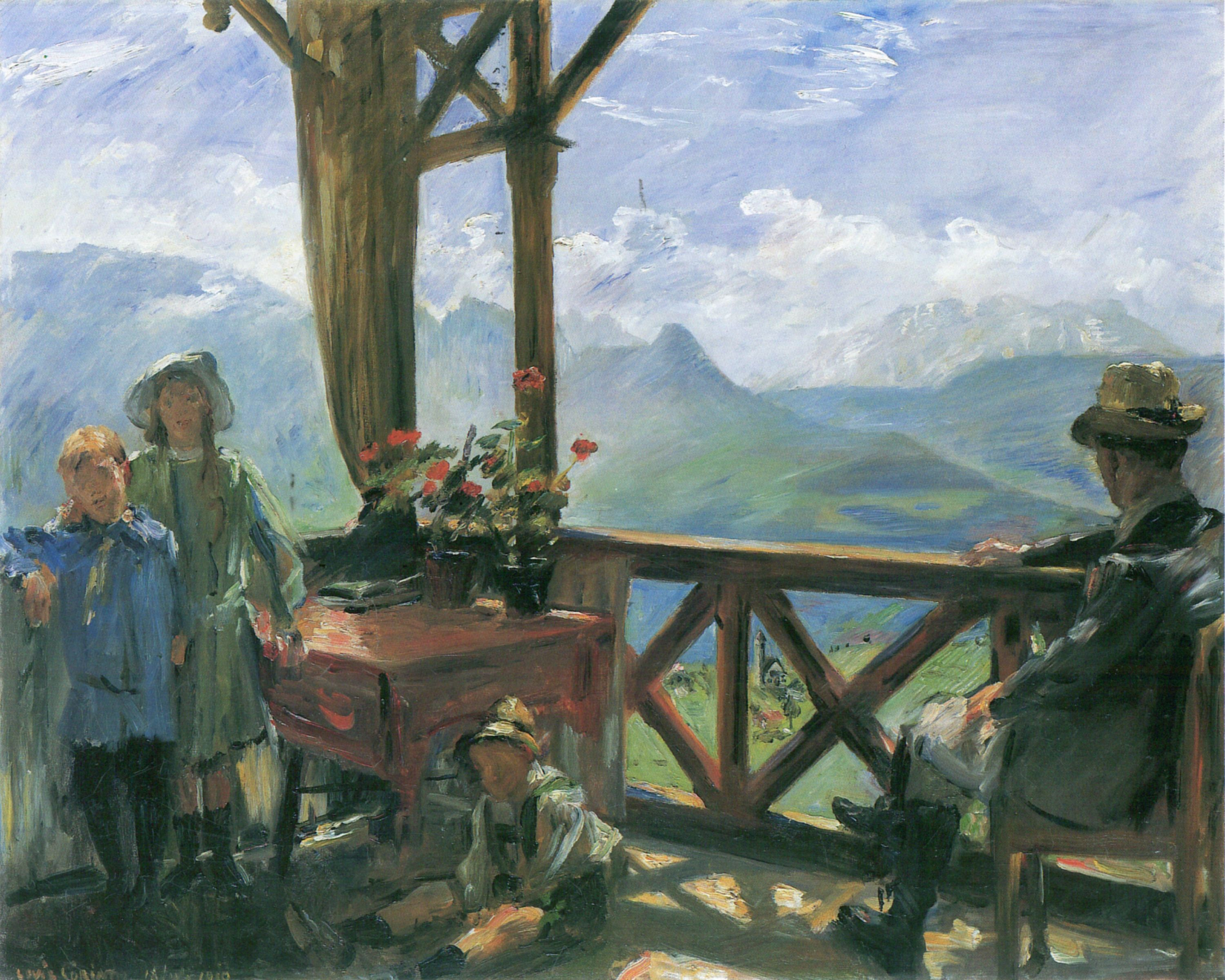
Der Hamburger Unternehmer Henry B. Simms in der Klobensteiner Sommerfrische, Gemälde von Lovis Corinth, 1910

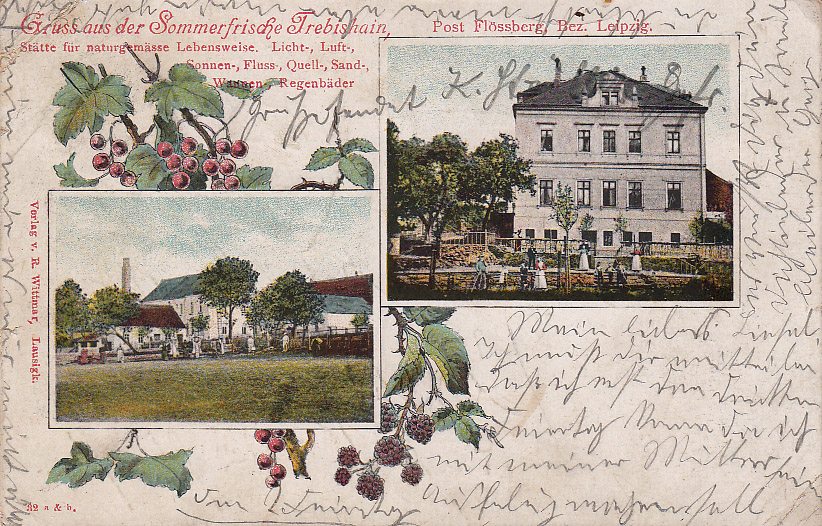
Gruß aus der Sommerfrische Trebishain, Poststempel vom 30. August 1909

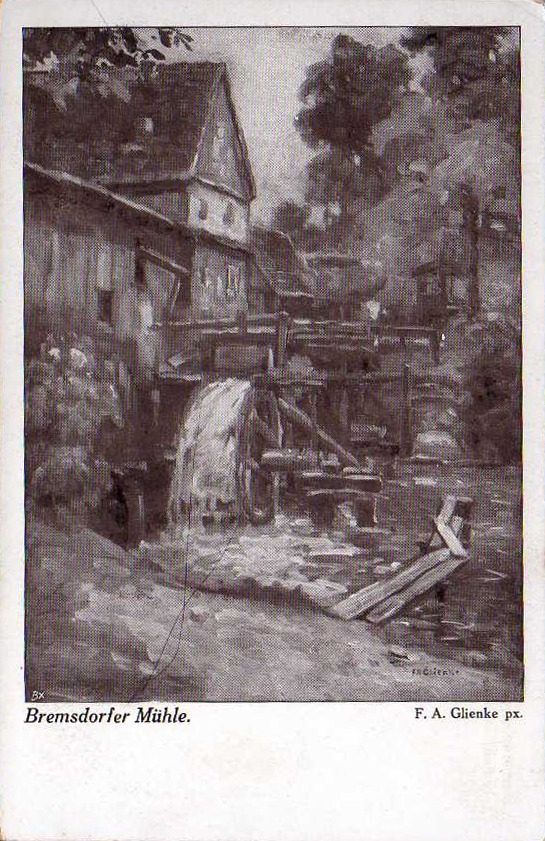
Sommerfrische Bremsdorfer Mühle, Lausitz, nach F. A. Glienke, um 1918

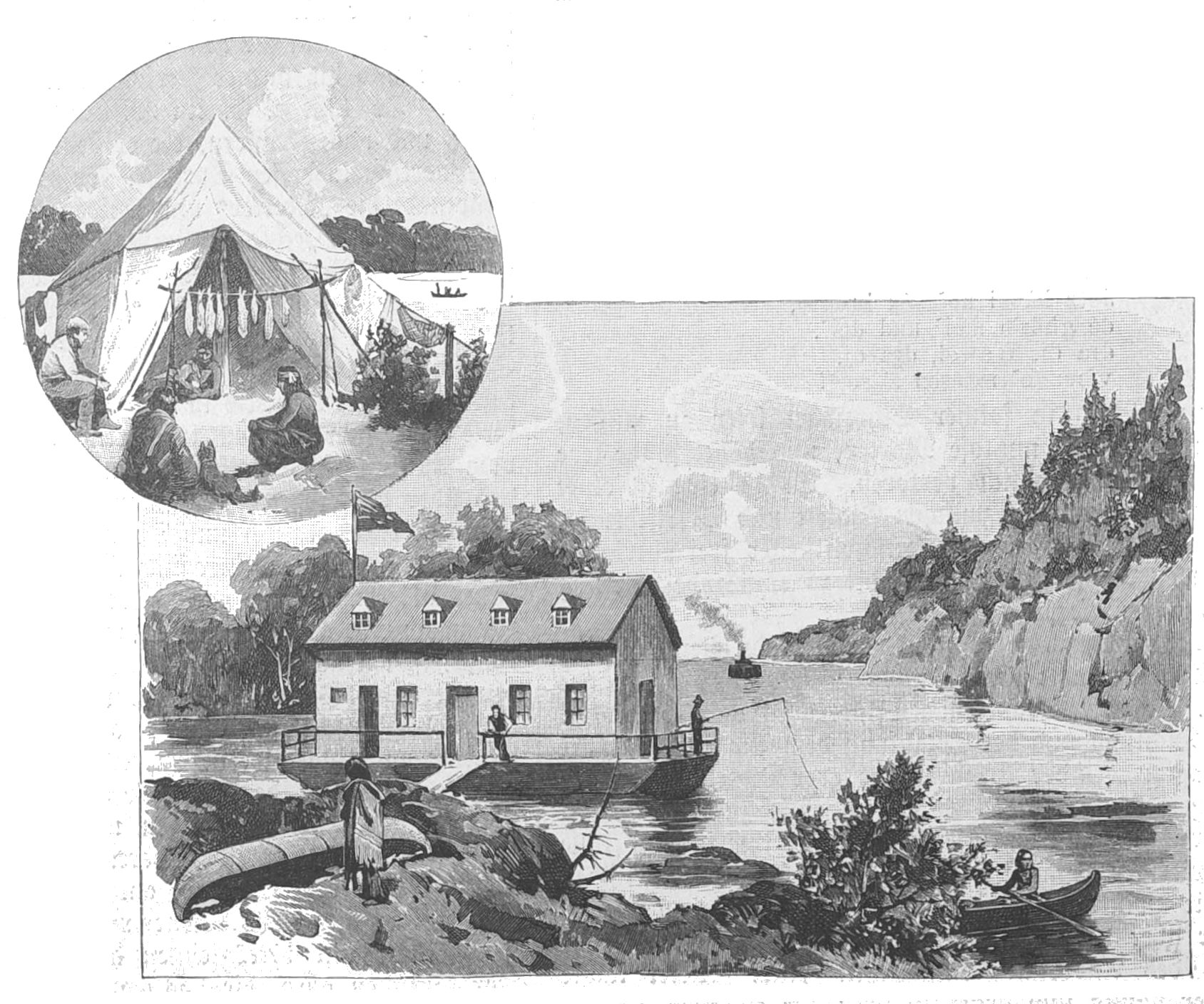
Sommerfrische am Huronsee.
Nach Skizzen von Ida Chelius gezeichnet von W. Hoffmann, um 1897

Das Wort Sommerfrische bezeichnet sowohl die jahreszeitliche Übersiedlung aus der Stadt auf das Land als auch den Zielort. Neudeutsch wird dies in Folge des Klimawandels auch als Coolcation bezeichnet.

## Geschichte
Der vor allem im 19. Jahrhundert verbreitete Begriff „Sommerfrische“ wird im Wörterbuch der Brüder Grimm definiert als „Erholungsaufenthalt der Städter auf dem Lande zur Sommerzeit“ oder „Landlust der Städter im Sommer“.
Das Übersiedeln vom Quartier in der Stadt auf den Landsitz ist schon beim Adel in der Antike üblich gewesen. Die Gründe sind anfangs primär wirtschaftlich, der Adel hatte im Sommer den landwirtschaftlichen Betrieb zu betreuen, der die wirtschaftliche Basis seiner Herrschaft bildete. Im Winter, wenn die Landwirtschaft ruht, ging man zurück in die Stadt und nahm am gesellschaftlichen Leben teil. Daneben schätzte man aber auch, den im Sommer bedenklichen hygienischen Bedingungen der Stadt entkommen zu können.
Während der mittelalterliche Adel Europas eher aus politischer Notwendigkeit heraus zwischen verschiedenen befestigten Ansitzen wechselte, wurde in Kreisen der Aristokratie mit dem Aufblühen der Städte seit der beginnenden Neuzeit (Renaissance) der saisonelle Wechsel von Stadtpalais (Winterschloss) in die Sommerresidenz wieder üblich.
Diese kultivierte Form der Wiederbelebung der als 'Sommerfrische' übersetzbaren villeggiatura ist humanistischen Ursprungs. Schon Petrarca sah im, der Antike entlehnten, Ideal des einfachen, sittlich unverfälschten Landlebens eine Alternative zur Umtriebigkeit und Dekadenz der Stadt, einen Ort der Muse und Inspiration für Bildung und Studium. Guarino da Verona beschrieb 1419 dann als einer der ersten in emphatischen Briefen vom Land (nahe Valpolicella) die Schönheit der Landschaft und ihren klimatischen Vorzügen, der Fruchtbarkeit des Bodens, der erfrischenden Luft und dem Wasserreichtum, den drei lebensspendenden Elementen. Die empfundene Bedürfnislosigkeit bekam im locus amoenus seinen idealen Ausdruck, der „aus einem Baum (oder mehreren Bäumen), einer Wiese und einem Quell oder Bach |besteht|. Hinzutreten können Vogelsang und Blumen. Die reichste Ausführung fügt noch Windhauch hinzu.“
Das Wort selbst soll dem Italienischen entstammen, venetianisch spricht man davon, dass „der einzige zweck des spaziergangs zu sein scheint, frische und kühlung zu suchen. sie sagen nicht ‚spazieren gehen‘, sondern ‚prendere il fresco‘ (kühlung nehmen)“. Für das Deutsche ist frühe Verwendung aus dem Bozener Raum in Südtirol überliefert, wo die Bürger aus dem heißen Talkessel in die kühlen Sommerwohnungen des Mittelgebirges auf dem Ritten, in Kohlern und in St. Konstantin bei Völs am Schlern zogen:

„frisch(e), f. ebenda, das in diesem sinne schon aus dem 17.
 jahrh. bezeugt ist: wo die statt Bozen ire refrigeria oder frischen halten.“

Ab dem 19. Jahrhundert wurde Europa durch die Eisenbahn erschlossen, und das früher aufwändige, unbequeme und auch gefährliche Übersiedeln des gesamten Hausstandes zur Erholungsreise entfiel damit teilweise. Damit war ab Mitte des 19. Jh. die Sommerfrische fester Bestandteil des Sommerlebens der Aristokratie und des wohlhabenden Bürgertums, welches meist in dafür errichteten Saisonvillen verbracht wurde. Diese häufig unbeheizbaren Sommervillen waren oft von namhaften Architekten im sog. Heimatstil entworfen worden.
Wer sich keinen eigenen Sommersitz leisten konnte, quartierte sich in Gasthäusern und dann zunehmend Privatquartieren ein. So sind Sommerfrische und der beginnende Tourismus eng miteinander verbunden, zur Unterkunft kommen dann auch die örtlichen Unterhaltungsangebote für die Sommerfrischler (Sommergäste), wie das vorher unbekannte Freibaden an Seen, Wandern oder Bergsteigen.
Ludwig Steub, der „Entdecker“ Tirols für den deutschen Norden, verwendete den Ausdruck in seinen Büchern und förderte so seine Popularisierung.
In der jüngeren Literatur wird Sommerfrische nicht im Sinne von „Urlaub auf dem Lande“, sondern als vorübergehende Verlegung des Wohn- und Arbeitsortes auf das Land verstanden.

## Sommerfrischen in Österreich
In Österreich hatte die Sommerfrische lange Tradition und war vor allem in gehobenen Gesellschaftsschichten auch ein Statussymbol.
Bekannte österreichische Sommerfrischen im Fin de Siècle waren das Salzkammergut, der Wörthersee, die Regionen um Semmering, Schneeberg und Rax, Baden bei Wien und Bad Vöslau und das oststeirische Joglland. Der Wienerwald und das Kamptal galten und gelten nach wie vor als traditionelle Wiener Naherholungsräume – diese Regionen sind zum Teil bis heute Zentren des Sommertourismus geblieben. Der Aufstieg dieser Orte war zumeist mit dem Bahnbau verbunden. So waren sie z. B. durch die Südbahn (ab 1838), die Semmeringbahn (1854), die Westbahn (1858), die Kamptalbahn (1889), die Salzkammergutbahn (1877), die Salzkammergut-Lokalbahn (1893) und die Außenlinien der Wiener Stadtbahn (1898) gut erreichbar geworden. Zahlreiche Neben- und Lokalbahnen sorgten ebenfalls für den Aufstieg so mancher Bauernorte oder alten Ansiedlungen zu beliebten Sommerfrischen, wie z. B. Drosendorf an der Thaya nach Eröffnung der Lokalbahn Retz-Drosendorf im Jahre 1910.
In der Folge kamen fashionable Kurorte wie Bad Gastein, Bad Fusch oder das sogenannte Steirische Thermenland hinzu (mit u. a. Bad Gleichenberg, Bad Radkersburg und Bad Waltersdorf), während der Großteil des österreichischen Alpenraums erst relativ spät durch die Automobilisierung und den Ausbau von Gebirgsstraßen erschlossen wurde. Auch hier siedelten sich die Sommerfrischen meist entlang einer Bahnstrecke an.
Sogar der Kaiser ging seinerzeit auf Sommerfrische – nach Bad Ischl ins Salzkammergut. Hofstaat, Würdenträger, Künstler, Industrielle und der Adel folgten ihm. Diejenigen Wiener Gesellschaftsschichten, welche sich keinen Aufenthalt in einem der noblen Badeorte leisten konnten oder wollten, bevorzugten einfachere, aber dennoch erholsame Sommerfrischen im Wienerwald, Weinviertel und Waldviertel. Orte wie Mönichkirchen, Bad Fischau, Gutenstein, St. Andrä-Wördern, Gars am Kamp, Wolkersdorf im Weinviertel, oder Drosendorf an der Thaya erlangten so überregionale Bekanntheit. Zahlreiche Ansichtskarten zeigten damals durch das einem Prädikat gleichkommenden Wort „Sommerfrische“ vor dem Ortsnamen deren Beliebtheit bei den Städtern an. Viele kleinere Orte gaben eigene Prospekte mit genauem Verzeichnis der Unterkünfte heraus. Ein eigener Illustrierter Wegweiser durch die österreichischen Kurorte, Sommerfrischen und Winterstationen erschien von 1908 bis 1914 jährlich in verschiedenen, nach den Kronländern geordneten Ausgaben. Hier war jeder Sommerfrische-Ort mit Kurzdarstellung, Anzahl der Unterkünfte und Versorgung etc. vertreten. Manche Orte hatten auch reich bebilderte, mehrseitige Inserate geschaltet.
In einer bürgerlichen Familie blieb zumeist nur die Mutter mit den Kindern den ganzen Sommer über in der Sommerfrische, während die arbeitenden Väter nur am Wochenende und für ein bis drei Wochen Urlaub nachkamen. Der sonntägliche Abendzug zurück nach Wien der Kamptalbahn, mit dem die Väter wieder nach Hause bzw. in die Arbeit fuhren, wurde wegen der vielen sich verabschiedenden Familien auch Busserlzug genannt. In Arthur Schnitzlers Das weite Land spielt der Hauptteil der Handlung in einer Sommerfrische-Villa in Baden bei Wien, von der der Fabrikant Friedrich Hofreiter ins Büro nach Wien pendelt.
Illustre Beispiele für regelmäßige Sommerfrischler, vor allem im Salzkammergut und am Wörthersee, sind die Komponisten Gustav Mahler (1893–1896 in Steinbach am Attersee, 1900–1907 in Maiernigg am Wörthersee, 1908–1910 in Toblach), Johannes Brahms oder Alban Berg. Aus der Wissenschaft sind exemplarisch Sigmund Freud (u. a. Semmering, Bad Gastein, Grundlsee), Erwin Schrödinger, Moritz Schlick oder Herbert Feigl zu nennen, aus der Literatur Arthur Schnitzler (im Ausseerland) oder Peter Altenberg (am Semmering).
Zahlreiche prachtvolle Sommerfrische-Villen, gepflegte Spazierwege, Kaiserdenkmäler, Musikpavillons, Flussbäder und Aussichtspunkte zeugen auch heute noch von so mancher beliebter Sommerfrische von einst. In den letzten Jahren erlebt die Sommerfrische (in modernisierter Form von Kurzurlauben auf dem Land) wieder eine Art Renaissance in Österreich, zahlreiche Regionen werben wieder aktiv mit dem einst als altmodisch und verstaubt abgelehnten Wort Sommerfrische.

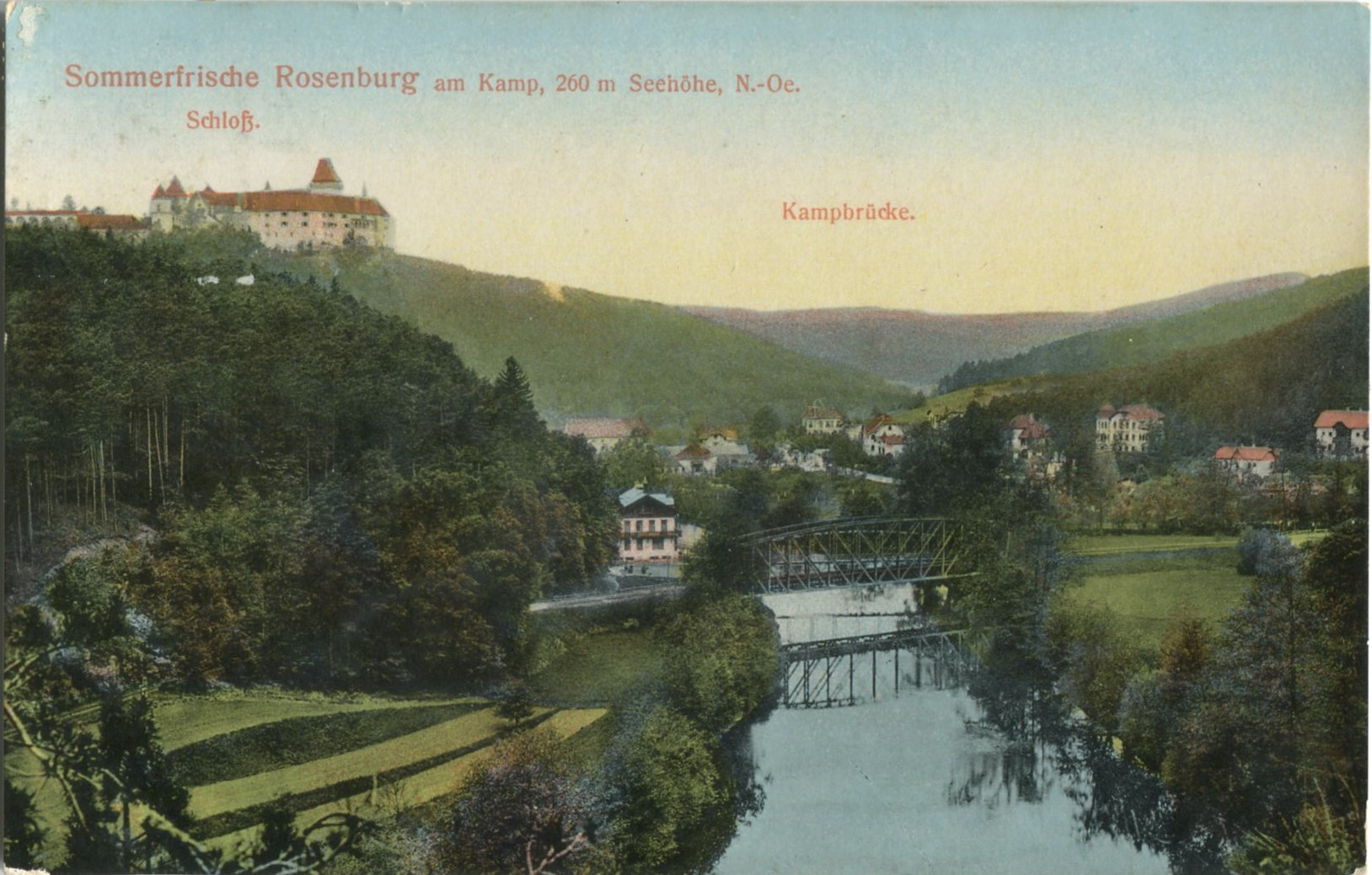
Sommerfrische Rosenburg am Kamp um 1910, typische Postkarte einer österreichischen Sommerfrische mit Ansicht des Ortes und Erwähnung wichtiger Bauten
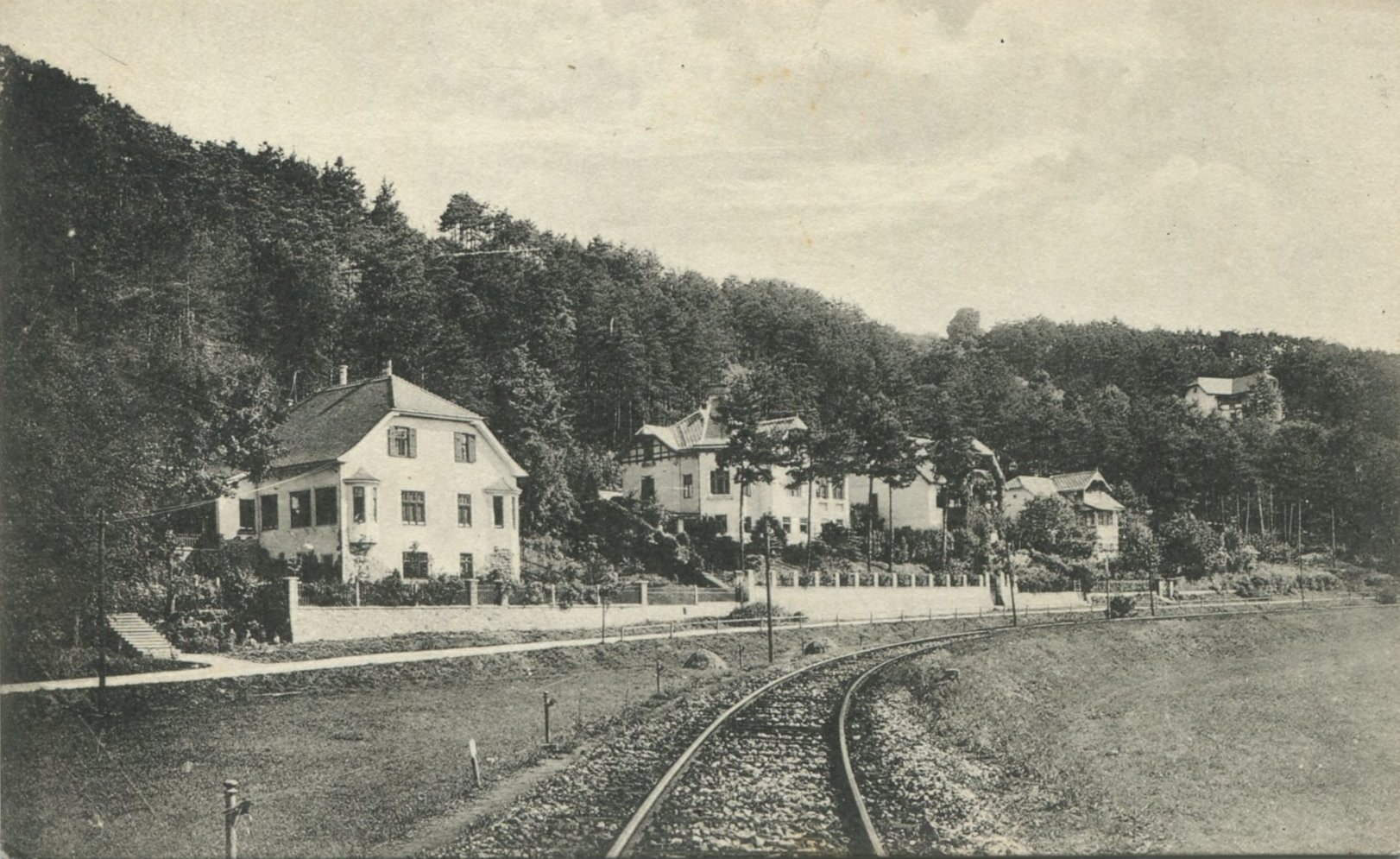
Sommerfrische-Villen in Rosenburg am Kamp, Niederösterreich, um 1910
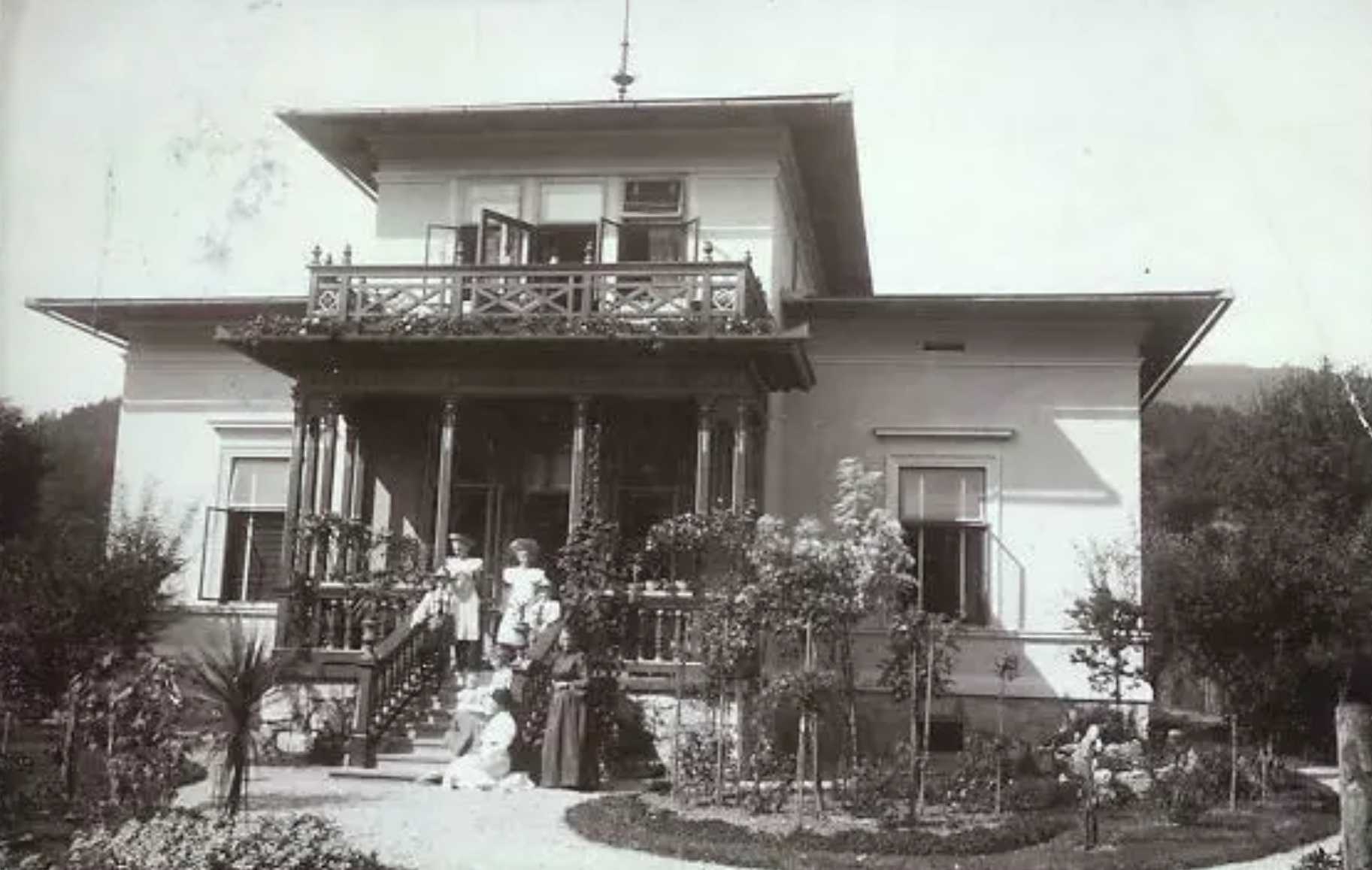
Sommervilla in Scheibbs
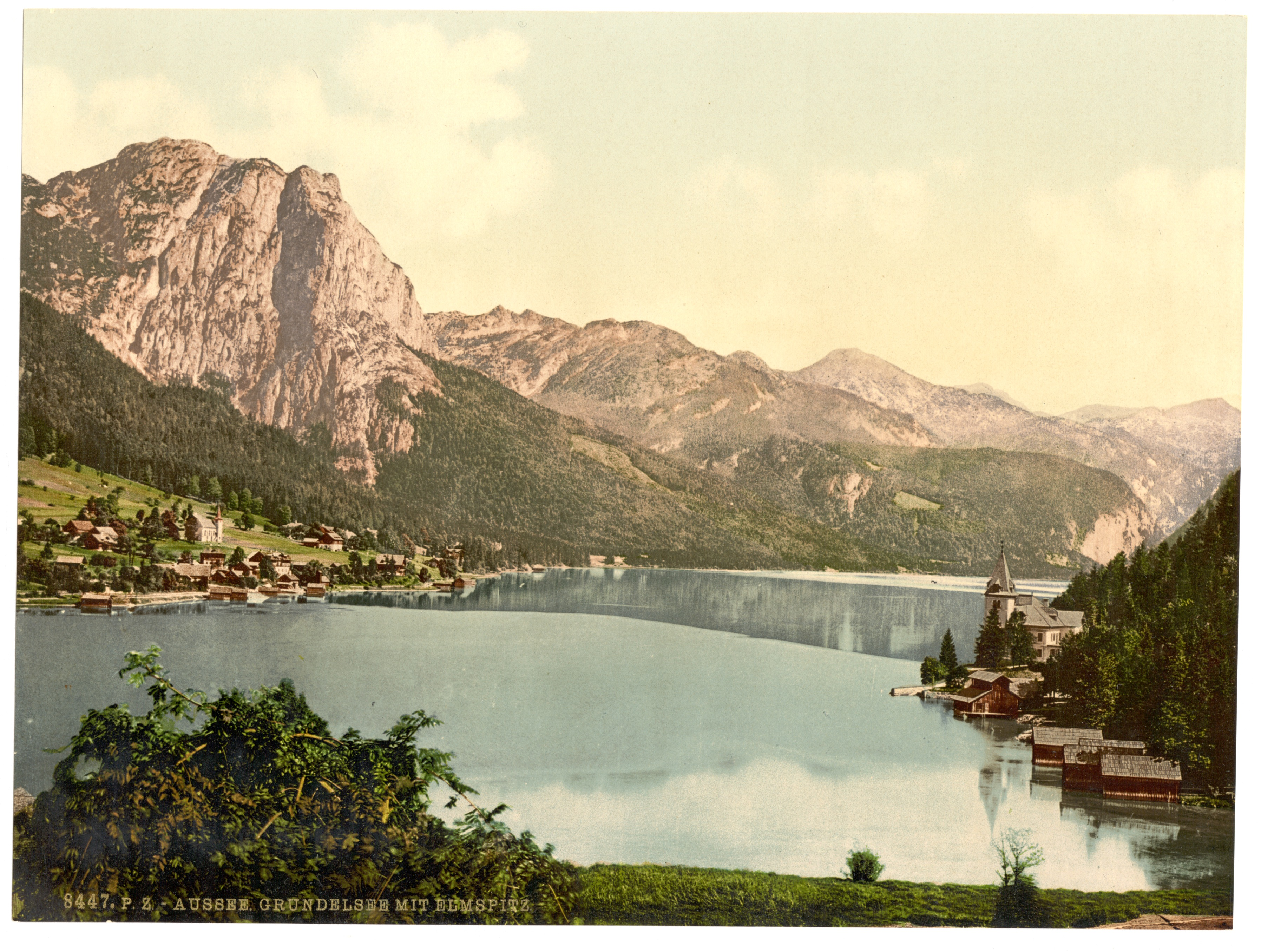
Der steirische Grundlsee um 1900, rechts die Villa Castiglioni
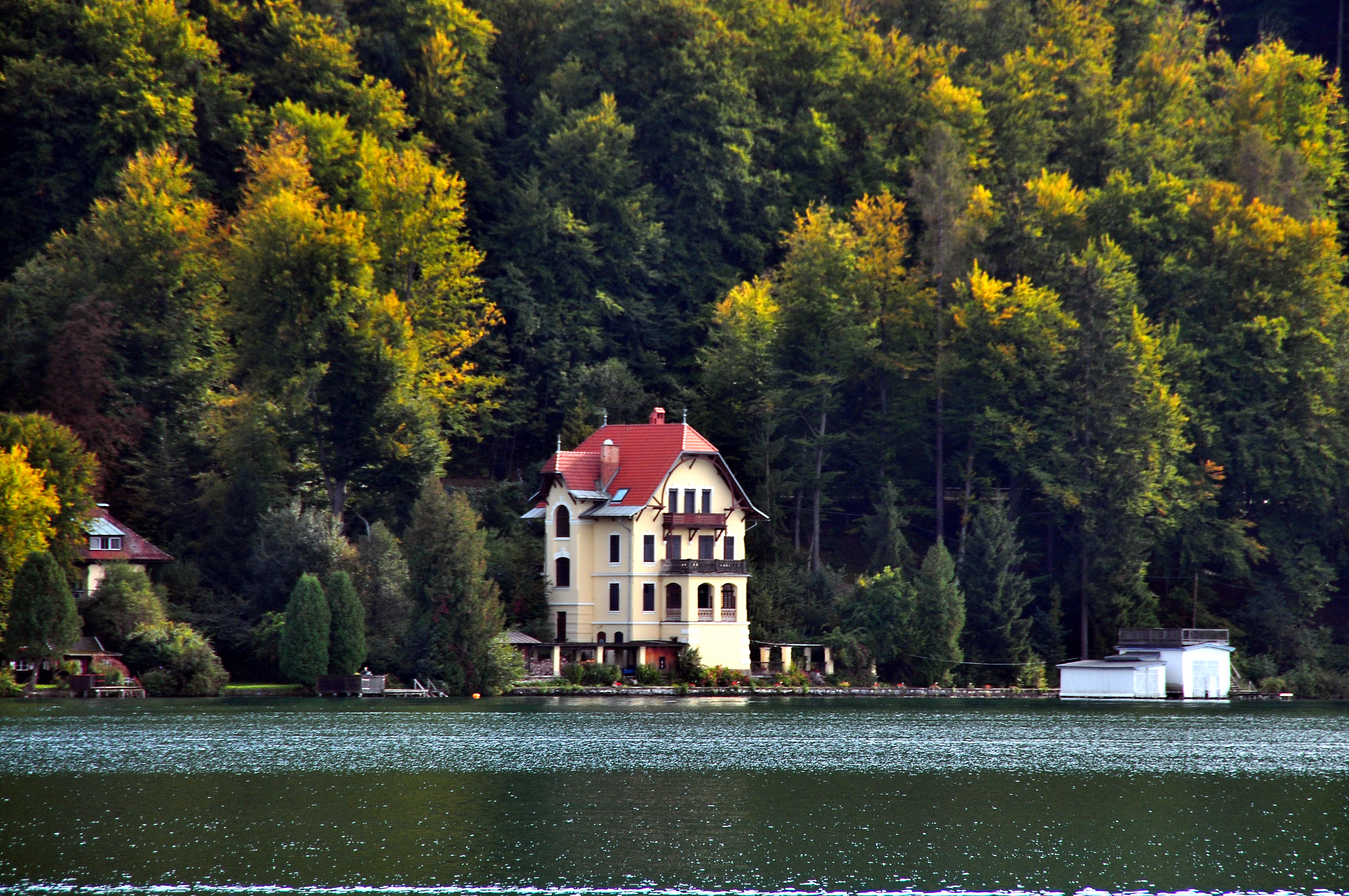
Wörthersee-Villa Gustav Mahlers, genutzt 1901–1907, in Maiernigg/Sekirn (Foto aus 2009)
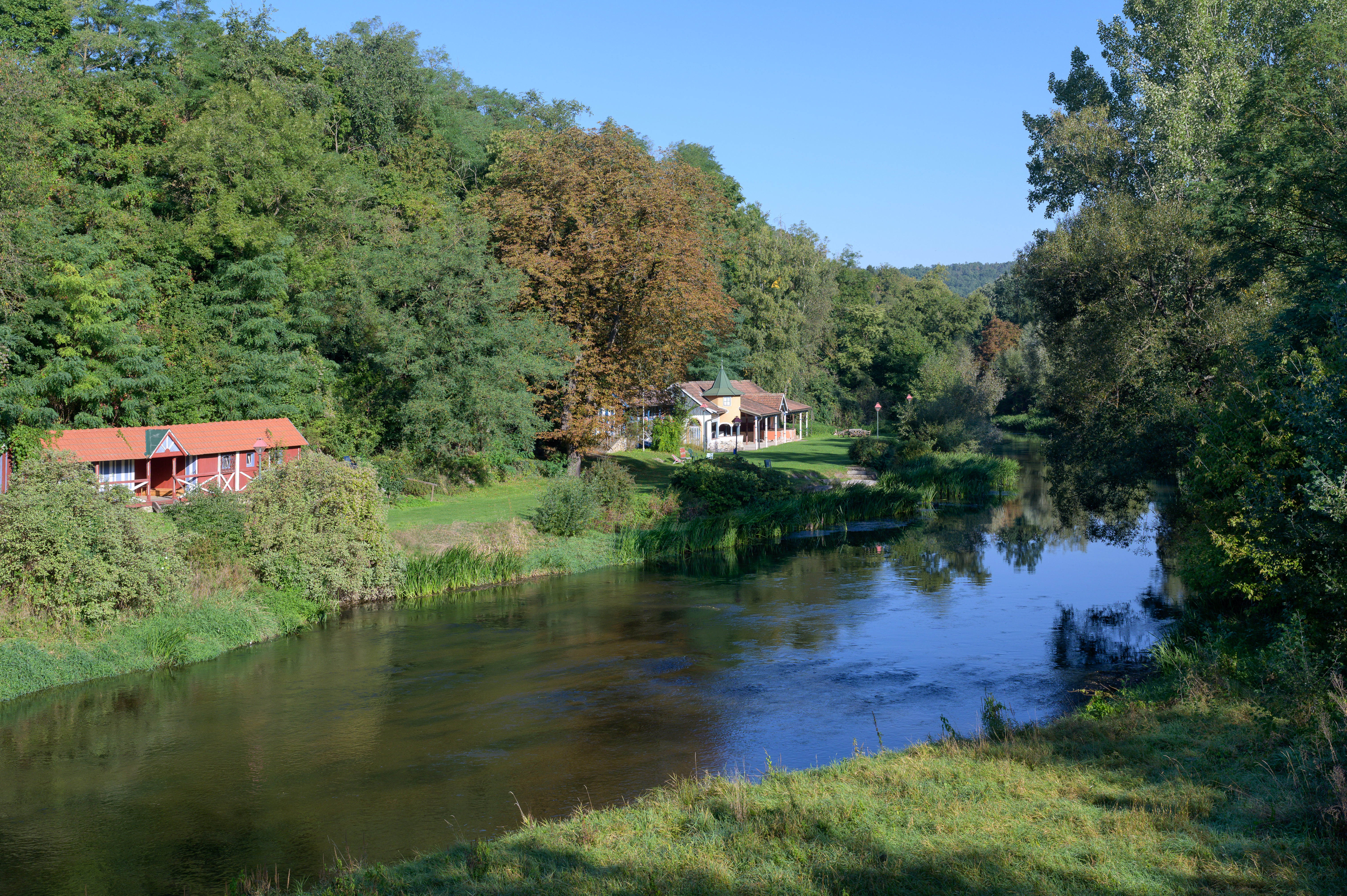
Flussbad Stiefern aus der Blütezeit der Sommerfrischekultur

## Coolcation
Das neue Kofferwort Coolcation (von cool, kühl und vacation, Ferien) verbreitet sich im Zuge der heißen Sommer infolge des Klimawandels und seit der Verwendung von Condé Nast Traveller 2023 als neuer Reisebegriff. Bereits zuvor wurde die Bezeichnung am 16. Juni 2016 in den Korea Times oder am 26. März 2017 in der New York Times verwendet, ohne breit aufgegriffen zu werden. Im Mai 2025 stellte die Südtiroler Wirtschaftszeitung fest: "Ein richtiger Trend ist „Coolcation“ noch nicht."